# Turcoaia
Turcoaia es una comuna ubicada en el distrito de Tulcea, Rumania.

## Superficie
Posee una superficie de 48,97 kilómetros cuadrados.

## Demografía
Hasta 2021 la población era de 2822 habitantes, con una densidad de población de 57,63 habitantes por kilómetro cuadrado.